# عصفور (اسم شائع)
العصفور (بالإنجليزية: Sparrow)‏ هو اسم شائع لعديد من طيور رتبة الجواثم، يشمل جميع أنواع فصيلتي عصافير العالم القديم وعصافير العالم الجديد ونوعين من فصيلة شمعيات المنقار. إن أكثر الأنواع شيوعًا هو العصفور الدوري.

## لمراجع
1. ↑  أمين المعلوف (1985)، معجم الحيوان (بالعربية والإنجليزية) (ط. 3)، بيروت: دار الرائد العربي، ص. 232، OCLC:1039733332، QID:Q113643886